# Innocent Victim
Innocent Victim (с англ. — «Невинная жертва») — 11-й студийный альбом британской хард-рок-группы Uriah Heep, выпущенный в ноябре 1977 года на Bronze Records в Великобритании и Warner Bros. Records в США. Это второй студийный альбом группы с участием вокалиста Джона Лоутона и бас-гитариста Тревора Болдера.

## Об альбоме
Хотя Innocent Victim плохо продавался в США и Великобритании, зато было продано более 100 000 экземпляров только в одной Германии, где альбом поднялся до 15-го места. В Новой Зеландии и Австралии он достиг № 19 и № 44 соответственно. Сингл «Free Me» поднялся до третьего места в Новой Зеландии и в Южной Африке.
Змею на обложке нарисовал Джон Холмс. Ей вставили настоящие глаза — барабанщика Uriah Heep Ли Керслейка. В американском издании вместо змеи использовали коллаж из концертных фотографий Uriah Heep.
Две последние песни — «The Dance» и «Choices» написал писатель Джек Уильямс — американский приятель клавишника Кена Хенсли, а первая песня «Keep On Ridin’» написана ими вместе.
В СССР альбом впервые был издан в 1980 году звукозаписывающей фирмой «Мелодия» под названием «Ансамбль „Урия Хип“» и впоследствии неоднократно переиздавался под разными обложками. На обложке пластинки, выпущенной в СССР, была фотография членов ансамбля (второй вариант - на фоне цветных полос надпись: «Ансамбль „Урия Хип“»)

## Список композиций
| №  | Название         | Автор(ы)                      | Длительность |
| -- | ---------------- | ----------------------------- | ------------ |
| 1. | «Keep On Ridin’» | Кен Хенсли, Джек Уильямс      | 3:41         |
| 2. | «Flyin’ High»    | Кен Хенсли                    | 3:18         |
| 3. | «Roller»         | Тревор Болдер, Пит Макдональд | 4:38         |
| 4. | «Free ’n’ Easy»  | Мик Бокс, Джон Лоутон         | 3:02         |
| 5. | «Illusion»       | Кен Хенсли                    | 5:02         |

| №                   | Название            | Автор(ы)            | Длительность |
| ------------------- | ------------------- | ------------------- | ------------ |
| 1.                  | «Free Me»           | Кен Хенсли          | 3:35         |
| 2.                  | «Cheat ’n’ Lie»     | Кен Хенсли          | 4:50         |
| 3.                  | «The Dance»         | Джек Уильямс        | 4:48         |
| 4.                  | «Choices»           | Джек Уильямс        | 5:42         |
| Общая длительность: | Общая длительность: | Общая длительность: | 38:36        |

## Участники записи
Список составлен по сведениям базы данных Discogs.

| Uriah Heep: - Джон Лоутон — вокал - Мик Бокс — гитара - Кен Хенсли — клавишные, гитара, вокал, продюсер - Тревор Болдер — бас-гитара - Ли Керслейк — ударные, вокал Технический персонал: - Джерри Брон — продюсер | Технический персонал: - Кен Хенсли — продюсер - Питер Галлен — звукоинженер (все песни кроме Б4), инженер сведе́ния - Марк Дирнли — звукоинженер (в песне Б4) - Джон Галлен — ассистент звукоинженера, ассистент инженера сведе́ния - Джулиан Купер — ассистент звукоинженера - Дэвид Шорт — дизайнер - Джон Холмс — художник |

## Позиции в хит-парадах

### Альбом
| Год       | Хит-парад                     | Высшая позиция | Пребывание |
| --------- | ----------------------------- | -------------- | ---------- |
| 1977—1978 | Австралия (Kent Music Report) | 44             | нет данных |
| 1977—1978 | Новая Зеландия (RMNZ)         | 19             | 10 недель  |
| 1977—1978 | Норвегия (VG-lista)           | 13             | 7 недель   |
| 1977—1978 | ФРГ (Offizielle Top 100)      | 15             | 13 недель  |

| Хит-парад (1978)         | Позиция |
| ------------------------ | ------- |
| ФРГ (Offizielle Top 100) | 37      |

### Синглы
| Год  | Сингл     | Хит-парад                   | Позиция |
| ---- | --------- | --------------------------- | ------- |
| 1978 | «Free Me» | New Zealand Singles Chart   | 3       |
| 1978 | «Free Me» | South African Singles Chart | 3       |
| 1978 | «Free Me» | Austrian Top 40 Singles     | 8       |
| 1978 | «Free Me» | Swiss Singles Top 75        | 8       |
| 1978 | «Free Me» | German Singles Chart        | 9       |
| 1978 | «Free Me» | Australian Albums Chart     | 18      |